# Parafia św. Kazimierza i św. Barbary w Pożdżenicach
Parafia św. Kazimierza i św. Barbary w Pożdżenicach – parafia rzymskokatolicka z siedzibą w Pożdżenicach, znajdująca się w archidiecezji łódzkiej, w dekanacie zelowskim.
Według stanu na miesiąc luty 2017 liczba wiernych w parafii wynosiła 918 osób.
Pożdżenicki kościółek z przełomu XVIII i XIX wieku, to drewniany jednonawowy kościół zbudowany został w konstrukcji szkieletowej na planie prostokąta. Przykrywa go dwuspadowy dach ze szczytem od zachodu i dodatkową połacią nad prezbiterium. Wnętrze partii nawowej podzielone jest wzdłuż słupami na trzy części. Na słupach skrajnych od zachodu wsparto chór muzyczny. Prezbiterium zostało wyodrębnione poprzez wydzielenie od wschodu w narożniku kościoła dwóch prostokątnych pomieszczeń: zakrystii (od północy) i kruchty (od południa). Od południa do nawy kościoła przylega druga prostokątna kruchta, osłaniająca boczne wejście. Na kalenicy widnieje smukła wieżyczka na sygnaturkę zwieńczona czterospadowym daszkiem i krzyżem.
Pierwsza wzmianka o kościele parafialnym w Pożdżenicach pochodzi z 1622 roku, kiedy to przez Wojciecha Gembickiego została erygowana parafia w tej miejscowości. W grudniu tego samego roku został konsekrowany kościół drewniany ufundowany przez Wojciecha i Barbarę z Wężyków Gomolińskich. Konsekracji dokonał proboszcz Mikołaj Starzyński, infułat łaski, kanonik gnieźnieński. Nieco później do kościoła przybudowano murowaną kaplicę, ufundowaną przez Andrzeja z Buska. Obecny kościół wzniesiony został na miejscu dawnego, który rozebrano wraz z murowaną kaplicą. Istnieją dwie hipotezy na temat fundacji nowej świątyni. Jedna mówi, że nowy kościół pod koniec XVIII wieku ufundował kasztelan sieradzki Henryk Miączyński, dziedzic Pożdżenic. Inne źródła podają datę powstania nowego kościoła na połowę XIX wieku. Budowlę odnowiono pod koniec XIX wieku. Około 1867 roku kościół został kościołem filialnym parafii w Wygiełzowie. Ponownie parafialnym kościół został w 1958 roku i jest takim do chwili obecnej.